# Domenico Zanichelli
Domenico Zanichelli (Modena, 28 luglio 1858 – Lizzano in Belvedere, 28 luglio 1908) è stato un giurista italiano.

## Biografia
Figlio quintogenito di  Nicola, editore, di Giuseppina Biondini, riceve il nome del nonno, assegnato in precedenza al quarto figlio (nato nel 1856 e vissuto per pochi mesi).
L'attività paterna gli permette di entrare presto in contatto con alcune fra le personalità più eminenti della scena politica bolognese, tra le quali spicca la figura di Marco Minghetti, rappresentante della Destra storica. Iscritto a Giurisprudenza, frequenta anche le lezioni di letteratura italiana di Giosuè Carducci.  Il poeta, tra l'altro, è testimone delle sue nozze con Teresita Mariotti -  prima donna a lavorare presso la  Biblioteca comunale dell'Archiginnasio. La coppia avrà due figli, Maria e Giuseppe.
Non partecipando all'attività editoriale di famiglia, si dedica all'insegnamento universitario. La carriera accademica lo vede inizialmente impegnato nella libera docenza presso l'Università di Bologna, quindi a Firenze presso l'Istituto superiore di Scienze sociali "Cesare Alfieri" e,  dal 1893, anche presso l'ateneo di Siena, dove consegue l'ordinariato nel 1886.  Dieci anni più tardi si trasferisce a Pisa dove nell'anno accademico 1904-1905, diventa anche presidente della Facoltà di Giurisprudenza.
Muore il 30 luglio del 1908 a Vidiciatico, sull'Appennino bolognese..

### Formazione
Predilige gli studi sul  Risorgimento, ma contemporaneamente, si dedica anche a studi giuridici. Dal maestro Cesare Albicini, docente di diritto costituzionale all'ateneo bolognese, apprende che questa disciplina deve anche tenere conto di considerazioni di carattere storico-politico. Vede nel diritto costituzionale un elemento centrale della coscienza civile, in linea con le più autentiche istanze risorgimentali. È influenzato da Carducci nella sua molteplice veste di poeta, esponente della tradizione letteraria nazionale, e di storico. Anche Ernesto Masi, storico del Risorgimento, è suo intimo amico.

## Pensiero politico
Liberale, condivide le idee dei fondatori dell'Istituto Cesare Alfieri. È, infatti, convinto che le istituzioni presidiate soltanto dalla nobiltà si debbano modernizzare e democratizzare. Tuttavia i progressi della democrazia devono essere guidati da dirigenti in grado orientare le masse popolari, per evitare rischi di estremizzazione come le forme di democrazia diretta. È convinto, basandosi sul pensiero di Montesquieu,  che la caratteristica del governo parlamentare sia la moderazione e che questa sia un tratto prevalente nell'aristocrazia. Ritiene che il  governo parlamentare sia l'unico sistema che si adatta alle condizioni della società moderna e che non esistano alternative migliori. Essendo diffuso in tutta Europa, permette a diversi popoli di costituirsi in nazione libera ed indipendente. Non è un caso che, grazie ad esso, sia stata fatta l'Italia.
Appassionato di storia inglese, ha un vero e proprio culto per l'Inghilterra. Tra gli scrittori inglesi che più lo influenzano c'è Thomas Babington Macaulay, dal quale acquisisce l'indipendenza di giudizio, la scorrevolezza, l'eleganza dello stile e  la capacità di osservare i fenomeni sotto differenti prospettive.

### Sull'unità d'Italia
Ammira l'operato del conte di Cavour, che, studiando il governo parlamentare  dell'Inghilterra e della Francia, ne ha compreso i vantaggi e ha deciso di usare lo stesso modello nella costruzione dell'unità d'Italia, riuscendo nell'impresa senza ricorrere alla dittatura e rispettando completamente lo spirito del sistema rappresentativo.
È un profondo studioso del Risorgimento nazionale e vede il Piemonte come il faro della cultura politica italiana. È  fortemente influenzato da personalità del liberalismo piemontere come Massimo d'Azeglio, Santorre di Santa Rosa e Cesare Alfieri, estensori dello Statuto albertino. Vede in Vittorio Emanuele e Giuseppe Garibaldi i  conciliatori delle due grandi  correnti del Riformismo, di cui è stata personificazione Cavour, e del Mazzinianesimo.

## Attività accademica
Professore di diritto costituzionale, presso la "Cesare Alfieri", dal primo anno di insegnamento viene insignito dell'onore di pronunciare il discorso inaugurale dell'anno scolastico 1885-1886, in cui sottolinea come la Costituzione e le istituzioni rappresentative abbiano le capacità di evolversi per favorire il progresso della società, garantendo la stabilità necessaria ad evitare involuzioni autoritarie. Vede il cambiamento come un processo tramite cui si aspira al miglioramento; ogni generazione avrà quindi «una conquista da fare, una battaglia da vincere, un male da togliere, un bene da guadagnare».
Il sistema rappresentativo instaurato in Italia è:
(da Discorso del professor Domenico Zanichelli, novembre 1885). 

## Documenti di archivio
Presso Casa Carducci di Bologna è conservato il Fondo Zanichelli. Si tratta di lettere di Giosuè Carducci a Nicola, Giacomo, Domenico e Cesare Zanichelli, degli anni 1872-1905. Documenti provenienti dal fondo speciale Cesare Zanichelli  e riguardanti Domenico, sono stati esposti nella mostra Le due vite di Teresita: alle origini del lavoro femminile in biblioteca , allestita presso la Biblioteca dell'Archiginnasio nel 2011.  Anche presso la Fondazione Spadolini Nuova Antologia in un fondo, che raccoglie saggi di Spadolini su autori del Diciannovesimo secolo, tra i quali Domenico Zanichelli.

## Opere
- Questioni di diritto costituzionale e di politica[collegamento interrotto].
- Domenico Zanichelli, Indennità ai Deputati, Bologna, Nicola Zanichelli Tip. Edit., 1897.
- Domenico Zanichelli, Monarchia e papato in Italia, Bologna, Zanichelli, 1889.
- Domenico Zanichelli, A proposito della legge comunale e provinciale, Bologna, Nicola Zanichelli, 1887.
- Domenico Zanichelli, Le istituzioni locali nel governo rappresentativo, Bologna, Nicola Zanichelli, 1889.
- Camillo Cavour, Gli scritti del conte di Cavour  nuovamente raccolti e pubblicati da Domenico Zanichelli, a cura di Domenico Zanichelli, Bologna, Nicola Zanichelli, 1892.
- Domenico Zanichelli, Studi politici  e storici, Bologna, Ditta Nicola Zanichelli, 1893.
- Domenico Zanichelli (a cura di), Lo statuto di Carlo Alberto  secondo i processi verbali del Consiglio di conferenza dal 3 febbraio al 4 marzo 1848, Roma, Società editrice Dante Alighieri, 1898.
- Domenico Zanichelli, Studi di storia costituzionale e politica del Risorgimento italiano, Bologna, Zanichelli, 1900.
- Domenico Zanichelli, Politica e storia: discorsi e studi, Bologna, Nicola Zanichelli, 1903.